# 아녜비주

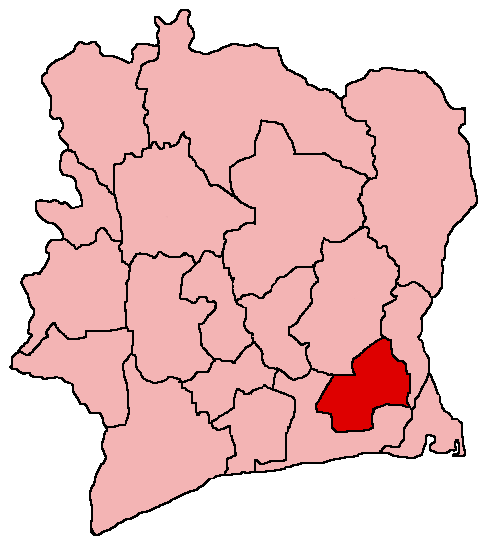
아녜비주

아녜비주(프랑스어: Agnéby)는 코트디부아르에 존재했던 행정 구역이다. 주도는 아그보빌이며 면적은 9,080km2, 인구는 720,000명(2002년 기준)이었다. 3개의 하위 행정 구역(아조페, 아그보빌, 아쿠페)을 관할했다.